# بئر ذروان
بئر ذروان إحدى آبار المدينة المنورة، تقرأ بفتح الذال وتسكين الراء، وقد روى البخاري ومسلم بئر ذي أروان وكانت لبني زريق، وهي التي وضع فيها لبيد بن الأعصم، وكان منافقا وحليفا لبني زريق، وضع فيها السحر للنبي تحت راغومتها، وكان ماؤها كنقاعة الحناء ونخلها كرؤوس الشياطين، فأمر النبي بدفن البئر بعد إخراج السحر منها، أما ذروان الآن فأصبح اسم حي من أحياء المدينة المنورة يمتد من قبلة المسجد النبوي الشريف وحتى طريق درب الجنائز.